# Annoven
Annoven is een gehucht in Schorisse, deelgemeente van Maarkedal in de Belgische provincie Oost-Vlaanderen.
Het gehucht ligt in het zuiden van de deelgemeente, zo'n 3,5 kilometer ten zuiden van het dorpscentrum van Schorisse, nabij de grens met de stad Ronse en de Waalse gemeente Elzele. Het gehucht sluit ten westen aan op het gehucht Koekamer.

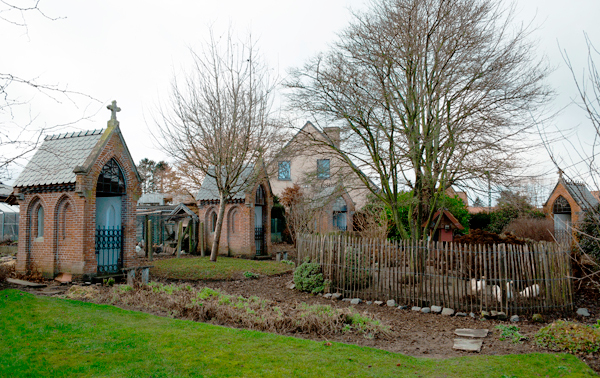
Acht kapellen

## Geschiedenis
In het ancien régime lag het gehucht, net als het naburige gehucht Koekamer, aan de grens van het Graafschap Vlaanderen en het Graafschap Henegouwen. De gehuchten lagen aan de noordrand van een uitgestrekt bosgebied, waarvan het Muziekbos en Sint-Pietersbos nog restanten zijn.
Op de Ferrariskaart uit de jaren 1770 is hier het gehucht Audenhoven weergegeven, aan de noordelijke bosrand van het St Peeters Bosch.
Op het eind van het ancien régime, toen tijdens de Franse bezetting op het eind van de 18de eeuw de gemeenten werden gecreëerd, werd het gehucht ondergebracht in de gemeente Schorisse.
Op de Atlas der Buurtwegen uit 1841 en de Vandermaelenkaart uit het midden van de 19de eeuw is het gehucht aangeduid als Audenhove.
In 1901 werd hier een klein bedevaartsoord opgetrokken, bestaande uit acht kapelletjes.

## Bezienswaardigheden
Op de hoek van de Kapelstraat en de Annovenstraat bevindt zich een bedevaartsoord dat ook bekend staat als Acht kapellen. Dit bedevaartsoord werd in 1901 opgericht op initiatief van Francis Verschelden, uit dankbaarheid voor genezing van de tyfus.
Het betreft een veld met daarin een zevental neogotische kapelletjes die rond een grotere kapel staan welke gewijd is aan Onze-Lieve-Vrouw van Smarten. Tot in de jaren 50 van de 20e eeuw werden de kapelletjes elke vrijdag van de maand mei bezocht, maar daarna raakte het oord in verval. In 1997 werd het echter beschermd als monument, en de omgeving werd beschermd als dorpsgezicht. Vervolgens werd het ensemble goed onderhouden.
Deelgemeente: Etikhove · Maarke-Kerkem · Nukerke · Schorisse

Overige dorpen en gehuchten: Annoven · Kerkem · Koekamer · Louise-Marie · Maarke

Belgische gemeenten · Arrondissement Oudenaarde · Oost-Vlaanderen · Vlaanderen